# Эдип и Сфинкс (Моро)

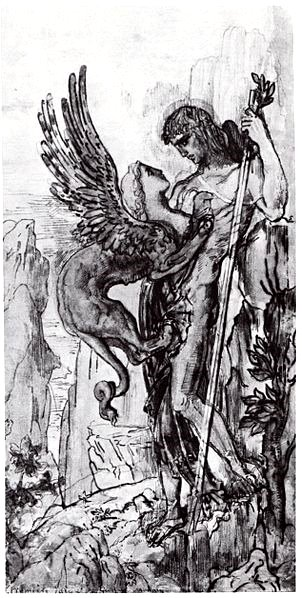
Оригинальная акварель с идеей для картины, 1861 год.

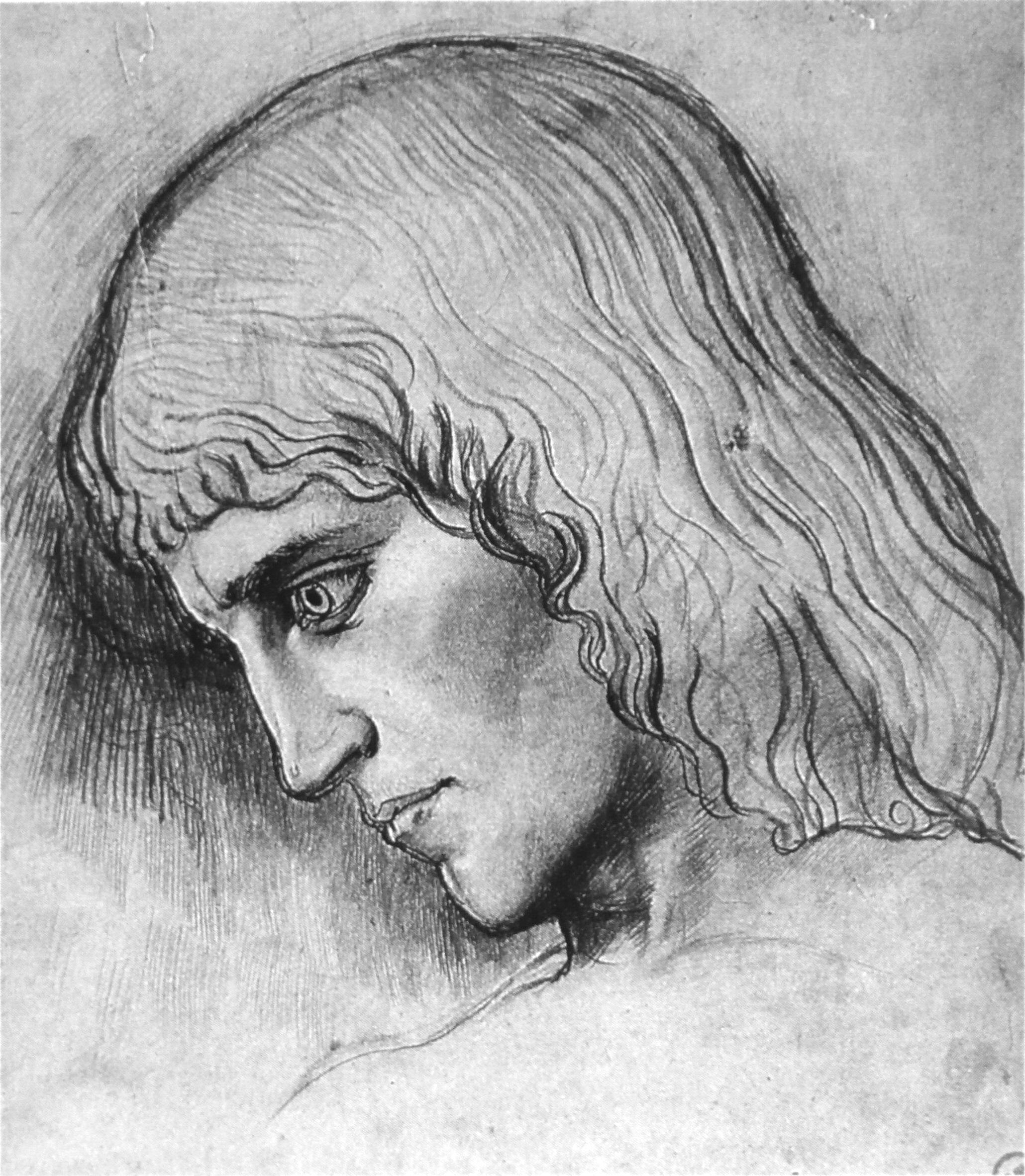
Этюд головы Эдипа

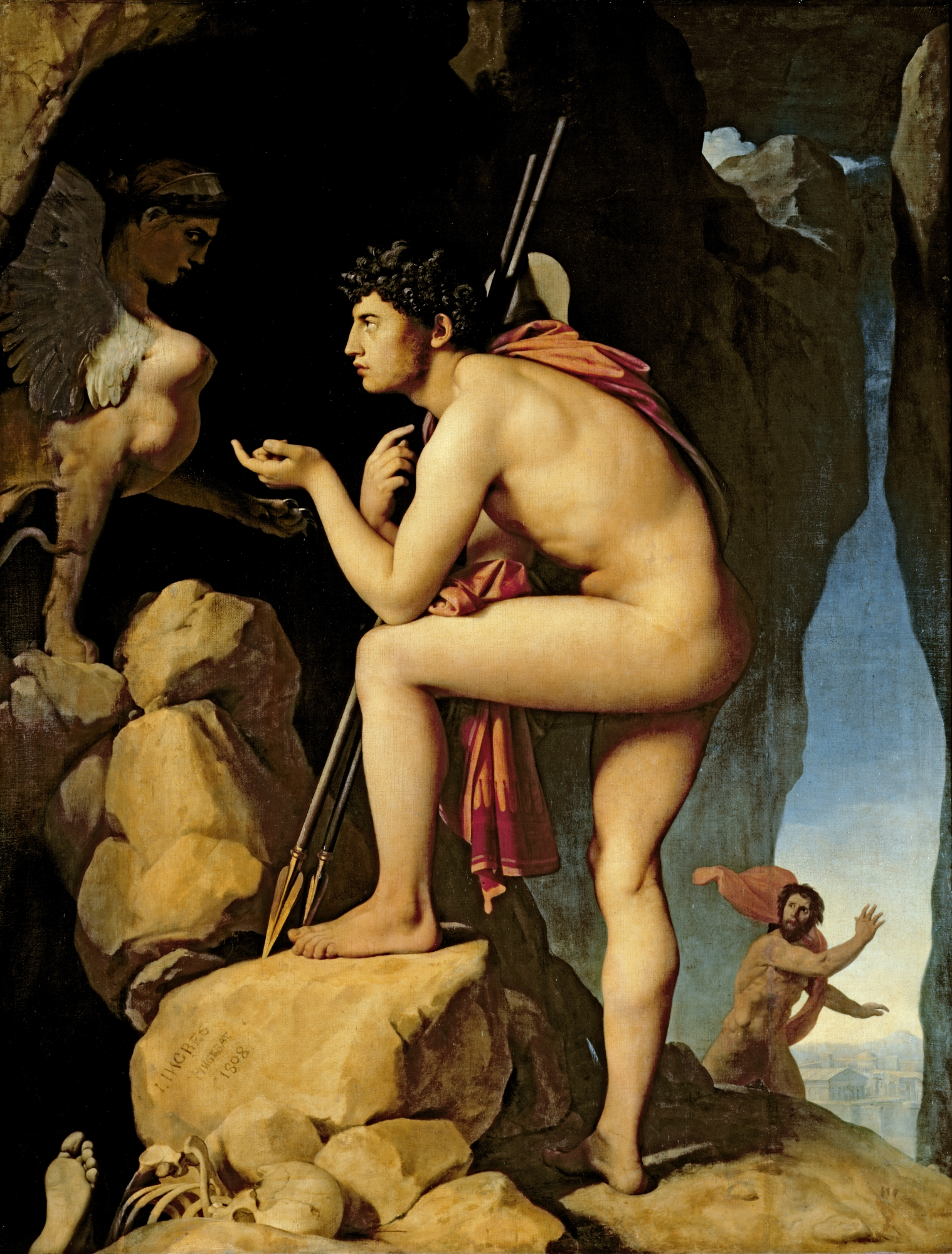
Эдип и Сфинкс, Энгр, 1808. Масло, холст. Лувр, Париж.

«Эдип и Сфинкс» — картина 1864 года Гюстава Моро, французского художника. В том же году она была выставлена на Французском салоне, где имела успех. Ныне она хранится в коллекции Метрополитен-музея. Эта работа была новой для того времени трактовкой классического сюжета встречи Эдипа и Сфинкса на дороге в Фивы, наиболее известного по трагедии Софокла «Царь Эдип».

## Сюжет
На картине изображена встреча Эдипа со Сфинксом на пути между Фивами и Дельфами. Эдип должен был разгадать загадку Сфинкса, чтобы пройти. Неудача означала для него смерть и гибель осаждённых фиванцев. Загадка заключалась в следующем: «Кто ходит на четырёх ногах утром, на двух днём и на трёх вечером?». Эдип ответил: «Человек: в младенчестве он ползает на четвереньках; во взрослом возрасте ходит на двух ногах, а в старости использует посох». Эдип был первым, кто разгадал эту загадку, и, услышав ответ Эдипа, Сфинкс покончил с собой, бросившись в море. Эдип тем самым завоевал свободу фиванцам, получил власть в этом городе и жену Иокасту, которая, как выяснилось позднее, была его матерью.

## Стиль и влияния
В этой работе Моро сознательно отошёл от реализма и натурализма, вошедших в моду во Франции в середине XIX века, вместо этого использовав нарочито архаичный стиль живописи и мифологическую тематику. Моро сделал набросок с картины «Эдип и Сфинкс» Энгра в Париже в 1808 году, вероятно, послужившей источником для его версии. Энгр написал и более позднюю версию своей работы (около 1826, ныне хранится в Лондонской национальной галерее), но неясно, видел ли Моро эту работу. В «Эдипе и Сфинксе» Моро также обнаружено влияние итальянского мастера эпохи Возрождения Андреа Мантеньи.
В отличие от картины Энгра, где Эдип выступает как доминирующая фигура в сравнении со Сфинксом, частично скрытым в тени, в версии Моро Сфинкс находится в более атакующем положении, цепляясь за Эдипа, чья победа ещё не кажется предопределённой. Кроме того, в других работах Моро часто изображаются победоносные сфинксы на вершине груды жертв. Сфинкс на картине может рассматриваться как олицетворение роковой женщины, служившей общей темой искусства конца XIX века и особенно символистской живописи. Рагнар фон Хольтен утверждал, что эта картина изображает битву не только между добром и злом, но и между полами и что источником вдохновения для Моро послужило вступительное стихотворение из «Книги песен» Генриха Гейне, где Сфинкс торжествует над Эдипом.
Анри Дорра, напротив, предположил, что позы Сфинкса и Эдипа происходят от греческого этимологического значения слова «сфинкс», которое означает «хватать, обнимать или цепляться». Дорра отметил, что статья Мишеля Бреаля на эту тему была опубликована в 1863, за год до создания картины Моро. Дорра также обратил внимание на символическое значение некоторых элементов, которые могли иметь автобиографические аспекты, и возможное происхождение трактовки сюжета из изображения на вифинской монете Никомеда II Эпифана, изображающей Зевса, опирающегося на посох с орлом справа. Напряжённый взгляд друг на друга был отмечен как характерный для Моро, «который снова и снова воспроизводит двусмысленное зеркальное отражение, два аспекта, две абстрактные сущности, которые противостоят друг другу и слишком хорошо узнают друг друга».

## Критика
Картина сразу же стала успешной в Салоне. Де Со написал в «Temps» о ней: «преданность старым мастерам, знание и применение здравых принципов и традиций. Художник Эдипа — неизвестный вчера, и который будет знаменит завтра». «Эдип и Сфинкс» способствовал повышению внимания к Салону, который к тому времени рассматривался как посредственное мероприятие. Один критик высказался следующим образом: «г-н Гюстав Моро — герой этой выставки, и скептики заявляют, что если салон 1864 года и был реабилитирован, то это благодаря Эдипу и Сфинксу».
Единственная значимая претензия к картине Моро заключалась в том, что её фигуры, возможно, созданы под слишком сильном влиянием работ Мантеньи. Критик Поль де Сен-Виктор посчитал, что Моро должен вырваться из «жёстких объятий» Мантеньи, чтобы полностью реализовать свой потенциал. Жюль Кларети заметил, что картина была написана будто бы Мантеньей, но так же поэтично, как Леонардо да Винчи. Максим Дюкан, с другой стороны, считал, что она больше похожа на «Святого Георгия и дракона» Витторе Карпаччо (1502), которого Моро копировал в Венеции. Другой критик заметил, что на картине вместо египетского сидящего сфинкса изображён греческий сфинкс, наполовину женщина, наполовину стервятник, но высказал мнение, что если Энгр представил современного Эдипа, то Моро лучше интерпретировал классического Эдипа.
После Салона Моро быстро приобрел репутацию эксцентрика. Один комментатор отметил, что работа Моро была «как пастиш Мантеньи, созданный немецким студентом, который расслабляется благодаря своей картине, читая Шопенгауэра».

## Провенанс
Картина была впервые продана художником в 1864 году принцу Наполеону Жозефу Бонапарту, имевшему репутацию проницательного знатока и заплатившему за неё 8000 франков. Затем полотно было приобретено в 1868 году Полем Дюран-Рюэлем, а затем в том же году Уильяму Герриману из Рима, который передал его в Метрополитен-музей в 1920 году. Она стала одной из немногих значительных работ Моро, хранящихся за пределами Франции.
Гюстав Моро завещал все свои сохранившиеся картины французской нации, которые легли в основу созданного впоследствии музея Гюстава Моро в Париже.